# 三江镇 (海口市)
三江镇是中国海南省海口市美兰区下辖的一个镇。

## 行政区划
三江镇下辖三江社区、三江村、茄南村、道学村、茄芮村、苏寻三村、上云村、眼镜塘村和江源村。

## 历史沿革
1933年三江镇属第六区。
1939年至1950年4月第三区。
1950年5月为第四区。
1957年为三江乡。
1958年9月成立东方红人民公社。
1958年12月改为三江人民公社。
1983年9月改为三江区公所。
1987年3月改设三江镇。